# Appel de Genève (droit humanitaire)
Ne doit pas être confondu avec l’Appel de Genève de 1996, anti-corruption.
L’Appel de Genève (anglais Geneva Call) est une organisation humanitaire internationale ayant pour but l’amélioration de la protection des civils dans les zones où des acteurs armés non étatiques (ou d’États non reconnus) sont actifs ou contrôlent le territoire. 
Son action se concentre sur l'interdiction de l'utilisation des mines antipersonnel, la protection des enfants contre les effets des conflits armés, l'interdiction de la violence sexuelle dans les conflits armés, l'élimination de la discrimination fondée sur le sexe et le renforcement de la connaissance et de la mise en œuvre des règles générales du droit international humanitaire (DIH) par les acteurs armés non étatiques. 
L’Appel de Genève agit aussi concernant la protection du patrimoine culturel dans les conflits impliquant des acteurs armés non étatiques (depuis 2015), et les thématiques des déplacements et des soins médicaux (depuis 2018).

## Origine
Lors de la signature de la Convention sur l'interdiction des mines antipersonnel en 1997, certains font remarquer que dans leurs pays, la Colombie, les Philippines, « ce n’est pas l’armée qui pose les mines ! », et que la Convention est sans effet car les groupes armés non étatiques ne peuvent pas adhérer à ce mécanisme international. L’idée vient de proposer des engagements humanitaires à ces groupes. Élisabeth Decrey, coordinatrice de la Campagne Suisse contre les mines antipersonnel,, s'adresse alors au conseiller fédéral Flavio Cotti (la Suisse étant dépositaire des Conventions de Genève) et au directeur du CICR, Cornelio Sommaruga, mais autant la Suisse que le comité de la Croix-Rouge ne peuvent pas s’engager dans un tel projet. D’où la création d’une association dédiée. Les groupes armés non étatiques sont tenus de respecter le droit international humanitaire, mais sont dans l’impossibilité de le signer. En leur proposant d’adhérer volontairement à une norme humanitaire, ils sont appelés à se l’approprier et c'est un facteur clé pour la réussite du processus,.
L’Appel de Genève est fondé en 1998. Le lancement officiel a lieu en 2000, lors d’une conférence organisée par la Campagne suisse contre les mines antipersonnel, la première du genre, visant l’engagement d'acteurs non étatiques. Élisabeth Decrey dirige l’Appel de Genève jusqu’à fin 2017. L'Appel de Genève est dirigé par un conseil d'administration composé de personnalités locales ayant une expertise en droit international.

## Historique
En vingt ans, l’Appel de Genève serait entré en discussion avec environ 110 groupes armés non étatiques, dont 63 auraient signé au moins un des trois « Actes d’engagement » humanitaires : contre les mines antipersonnel, pour l’interdiction des enfants-soldats, et contre les violences sexuelles. 

### Jusqu’en 2017
Il y avait 42 signataires en 2012, du Burundi, de l'Inde, de l'Iran, de l'Irak, de la Birmanie, des Philippines, de la Somalie, du Soudan, de la Turquie et du Sahara occidental. L’organisation organise des formations sur le droit humanitaire, propose des alternatives aux jeunes démobilisés, reçoit les rapports des groupes, organise si nécessaire des missions de vérification, propose des engagements limités comme de mettre la limite pour le recrutement à 16 ans dans un premier temps, ou la pose de panneaux « Attention: terrain miné ! »,.
Les engagements des groupes armés sont contresignés par le canton de Genève lors d’une cérémonie se déroulant dans la salle de l’Alabama, où a été signée la première Convention de Genève en 1864. 
Le budget pour 2018 monte à 8 millions de francs suisses, avec un total de 80 employés. En 2012, l’organisation comptait 17 permanents à Genève et 2 ou 3 sur le terrain, avec un budget de 3 millions de francs financés par la Confédération (environ 850 000 francs), d’autres États, et par le canton de Genève (200 000 francs).

### Dès 2018
Alain Délétroz dirige l’Appel de Genève depuis 2018.
En mars 2019, le conseiller national Roger Golay s’inquiète des problèmes financiers rencontrés par l’Appel de Genève et interpelle le Conseil fédéral sur le soutien apporté par le DFAE. Les comptes 2020 affichent un total d’entrées se montant à 9 347 329 francs (en augmentation presque constante depuis 2 492 518 francs en 2011) provenant pour 61% de sources publiques et dépensées pour 82% dans les programmes.
Dans le contexte de la pandémie de Covid-19, l’Appel de Genève a repris contact en 2020 avec une centaine d'acteurs non étatiques, afin d’éviter qu’ils saisissent cette occasion pour des avancées militaires, et pour déployer des recommandations sanitaires,. 
En février 2022, l’Appel de Genève invite des représentants des talibans, au pouvoir en Afghanistan depuis 2021, dans le but d’améliorer le respect des principes humanitaires. Une dizaine  de représentants sont à Genève pour une semaine, dont un haut dirigeant du mouvement et haut responsable du ministère afghan de la Défense. Ils participent à des discussions confidentielles avec une délégation du Département fédéral des affaires étrangères et avec le CICR.

## Actes d’engagement
Les « Actes d’engagement » (en anglais Deed of Commitment ) sont des déclarations unilatérales normalisées signées par les dirigeants des acteurs non étatiques et contresignés par l’Appel de Genève (comme témoin) et le Gouvernement de la République et canton de Genève (comme gardien).
Ces actes concernent quatre domaines spécifiques : les mines anti-personnel (depuis 2000, un total de 54 engagements en 2022), la protection des enfants et l’éducation (depuis 2010, 29), l’interdiction des violences sexuelles et les discriminations basées sur le genre (depuis 2012, 25), la protection de la santé (depuis 2018, 2). D'autres engagements, selon les situations, peuvent être pris (9 cas). Septante groupes signataires, de 15 pays sont mentionnés en 2022.
Les contacts de l’Appel de Genève se situent en Eurasie (Birmanie, Thaïlande, Philippines, Afghanistan et Ukraine), Moyen Orient (Iraq, Liban, Syrie et Yémen), Amérique latine (Colombie) et Afrique (RDC, Mali, Sud Soudan, Sudan et Libye).

## Controverses
Lors de la septième réunion des États parties au Traité d'Ottawa sur les mines antipersonnel, en 2006, la Turquie a accusé l'Appel de Genève d'avoir signé un « acte d'engagement » avec le Parti des travailleurs du Kurdistan sans que le gouvernement turc en soit informé ou y consente, qualifiant cet acte de « inapproprié et inacceptable ». L'Appel de Genève affirme avoir informé la Turquie de cet engagement. La Turquie refuse d'autoriser l'Appel de Genève à entrer dans ses frontières pour mener des missions de vérification auprès du Parti des travailleurs du Kurdistan.
Dans l'affaire Holder v. Humanitarian Law Project de 2010, la Cour suprême des États-Unis a statué que les organisations qui donnent une formation en droit international à des organisations reconnues comme groupes terroristes par le Département d'État commettent un crime. En raison du travail de l'Appel de Genève avec le Parti des travailleurs du Kurdistan, certaines des activités de l'organisation pourraient être considérées comme illégales au regard de la loi américaine. La présidente de l'Appel de Genève de l'époque, Élisabeth Decrey Warner, a répondu que « les civils pris au milieu des conflits et espérant la paix vont souffrir de cette décision. Comment pouvez-vous entamer des pourparlers de paix ou des négociations si vous n'avez pas le droit de parler aux deux parties ? ».[réf. nécessaire]

### Sources
- (en) « Annual Report 2020 », sur www.genevacall.org, 2021 (consulté le 10 février 2022)